# Ancien hôtel des Princes
L'hôtel des Princes est un ancien établissement hôtelier situé au no 16, avenue Castellane aux Eaux-Bonnes, dans le département français des Pyrénées-Atlantiques en région Nouvelle-Aquitaine.
Il est construit à l'initiative de Jean Murret-Labarthe, de 1854 à 1872.
L'Impératrice Eugénie de Montijo y aurait séjourné vers 1860 durant le Second Empire lors de l'essor du thermalisme dans la ville.
L'hôtel est resté en activité jusqu'à sa fermeture en 1975 et est actuellement à l'abandon.
En 2017, un projet vise à lui redonner son état d'origine en le transformant en appart'hôtel de prestige.

## Histoire
L'hôtel est construit à la demande de Jean Murret-Labarthe à partir de 1854, par Gustave Lévy, architecte départemental, qui préside alors la plupart des travaux d'aménagement dus à l'essor du thermalisme dans la commune.
Il est agrandi plusieurs fois au cours des décennies suivantes. Une première fois vers 1860, par l'architecte palois Lucien Cottet, avec l'ajout d'un pavillon à droite de l'édifice principal, accueillant un salon de thé, puis une seconde fois vers 1870 par le même architecte, qui réalise une réunification avec des immeubles contigus situés à la gauche de l'hôtel à savoir les maisons Prat-Dumas et Cazaux, ainsi que l'ancien hôtel de Paris.
En 1892, l'hôtel se dote de l'électricité et d'un ascenseur de marque Ledoux, puis est exploité par l'entreprise paloise Bonnafon à partir de 1894.
En 1904, la famille Murret-Labarthe cède son établissement à l'anglais Alexis Knowles.
L'établissement accueille de nombreux services destinés à son exigeante clientèle bourgeoise et aristocratique comme un court de tennis, un restaurant gastronomique, un salon de thé, des salles destinées à la réception et aux concerts, un dentiste à demeure et un service de guides pour excursions ainsi qu'un loueur de voitures.
Il accueille un casino provisoire lors du chantier du casino municipal, retardé par un procès entre un fermier des environs et la commune au tournant des années 1870.
C'est dans ses salons qu'a lieu le dîner d'inauguration de la ligne de chemin de fer Buzy-Laruns en juillet 1883.
L'hôtel a accueilli bon nombre de personnalités au cours de son histoire, comme : le peintre français Eugène Delacroix en 1845, l'impératrice Eugénie de Montijo vers 1860, le vice-roi d'Égypte Ismaïl Pacha en 1869, Thành Thái, 8e empereur d'Annam en 1897, Louise-Fernande de Bourbon, duchesse de Montpensier, sœur d'Isabelle II, reine d'Espagne, ainsi que François d'Assise de Bourbon, l'époux de cette dernière, mais aussi le peintre espagnol Federico de Madrazo, ou encore le maréchal Philippe Pétain et le colonel américain Thomas Bentley Mott en 1938.

## Description
L'hôtel des Princes se compose d'un vaste bâtiment de style Second Empire.

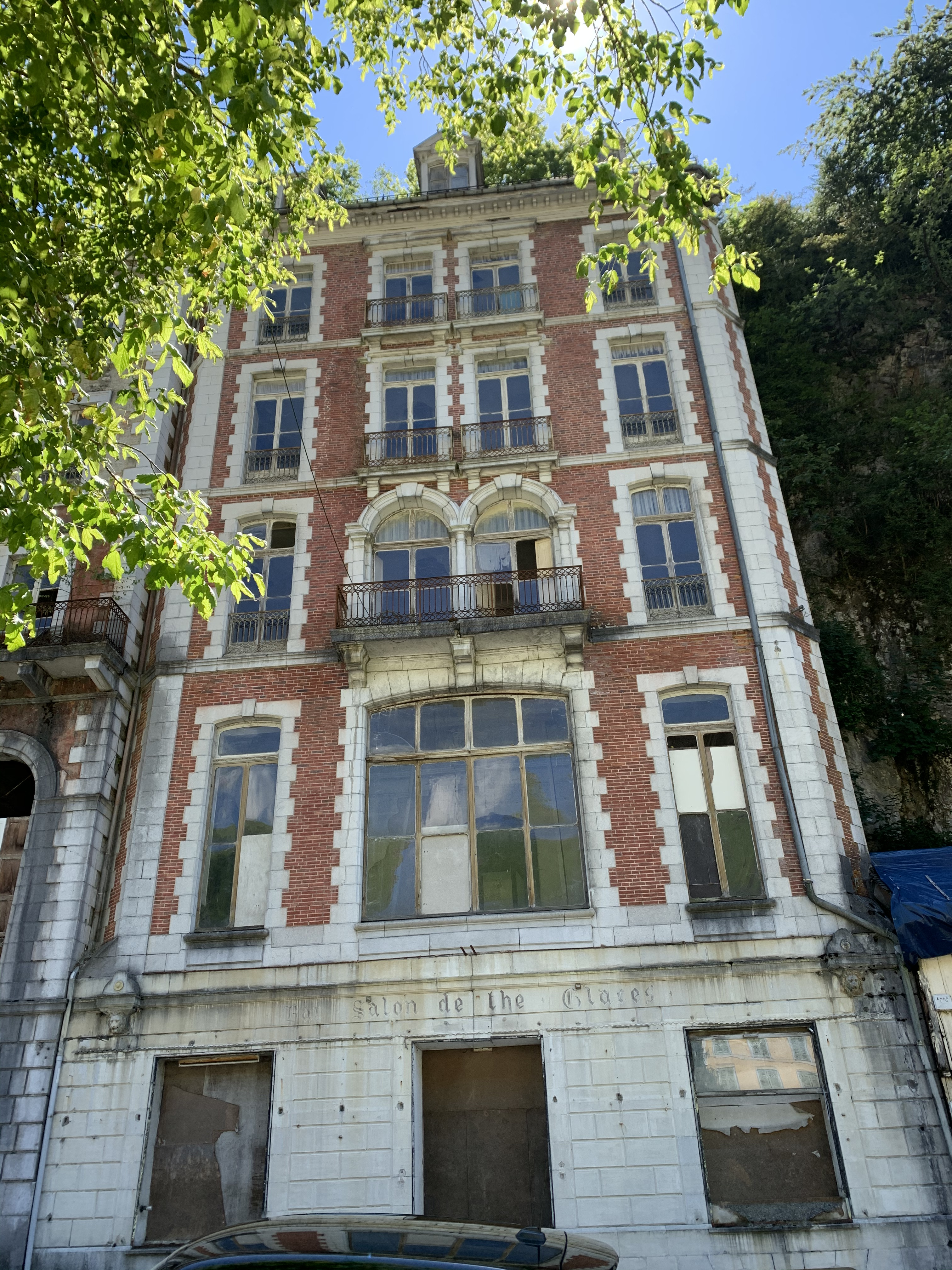
Aile abritant notamment le salon de thé dont la construction est due à l'architecte palois Lucien Cottet.

Il est constitué d'un sous-sol accueillant les cuisines et autres communs sur lequel se trouve un rez-de-chaussée surélevé comprenant un vaste lobby, un standard téléphonique, ainsi que l'escalier monumental dont le départ de rampe est orné du visage sculpté de l'Impératrice Eugénie de Montijo, par le sculpteur béarnais R.Castaing.
Autour de ce lobby ce déploient les salons de réceptions de l'hôtel ainsi qu'un salon de thé, richement décorés de plafonds aux plâtres moulurés ainsi que des cheminées ouvragées.
Les 1er, 2ème et 3ème étages sont alloués aux 150 chambres de l'établissement, toutes dotées de cheminées de marbre et de toutes les commodités alors en vigueur sous le Second Empire.
Quelques suites avec salon sont alors situées dans la continuité du pavillon central côté jardin Darralde, et sont dotées en outre d'un balcon filant.
Un 4ème étage, sous combles, accueille les logements du personnel.
Le soubassement, ainsi que le portail d'entrée de l'hôtel sont réalisés en maçonneries recouverts de pierre de parement blanche et les murs des étages supérieurs sont quant à eux recouverts d'un enduit imitant des briques rouges.

## Aujourd'hui
Durant la Seconde Guerre mondiale, l'hôtel accueille des juifs déportés. 
Il conserva sa renommée durant les Trente Glorieuses avant d'être rénové et modernisé dans les années 1970, époque à laquelle commence son dépérissement dû au déclin du thermalisme. 
Depuis son abandon en 1975, l'hôtel a subi les ravages du temps dus au manque d'entretien et également à cause de nombreux pillages. (Boiseries, cheminées, huisseries, pendules, luminaires et autres mobiliers). 
L'hôtel est acquis par la commune en 1980, ce qui n'empêche pas sa lente détérioration puis sa vente aux enchères à deux reprises en 2016 puis 2017. 
Un investisseur l'acquiert en 2017 afin de le réhabiliter pour en faire un appart'hôtel de prestige.

## Protection
L'édifice est protégé en totalité par inscription aux monuments historiques par arrêté du 28 novembre 2002.